# Cetoscarus bicolor
Cetoscarus bicolor е вид лъчеперка от семейство Scaridae, единствен представител на род Cetoscarus.

## Разпространение
Видът е разпространен в Джибути, Египет, Еритрея, Йемен, Израел, Йордания, Саудитска Арабия и Судан.